# British Hard Court Championships 1972
Il British Hard Court Championships 1972 è stato un torneo di tennis giocato sulla terra rossa. È stata la 5ª edizione del torneo, che faceva parte del Commercial Union Assurance Grand Prix 1972 e del Women's International Grand Prix 1972. Il torneo si è giocato dall'8 al 13 maggio 1972 a Bournemouth in Gran Bretagna.

## Campioni

### Singolare maschile
Bob Hewitt ha battuto in finale  Pierre Barthes con il punteggio di 6–2, 6–4, 6–3

### Doppio maschile
Bob Hewitt /  Frew McMillan hanno battuto in finale  Ilie Năstase /  Ion Țiriac con il punteggio di 7–5, 6–2

### Singolare femminile
Evonne Goolagong Cawley ha battuto in finale  Helga Niessen Masthoff con il punteggio di 6–0 6–4

### Doppio femminile
Evonne Goolagong Cawley /  Helen Gourlay-Cawley hanno battuto in finale  Brenda Kirk /  Betty Stöve con il punteggio di 7–5 6–1